# Emnilda
Emnilda de Lusacia (en polaco, Emnilda Słowiańska; hacia el 970/975-1017) fue una princesa eslava, hija de Dobromir de Lusacia, quizás un gobernante de una familia principesca de Moravia o de los confines occidentales de la región eslava y duquesa consorte de los polacos desde su matrimonio en 992, como tercera esposa de Boleslao I el Valiente.

## Ascendencia
Era hija de Dobromir, un señor eslavo al que el cronista contemporáneo Tietmaro de Merseburgo (975-1018) menciona en un texto del 1013 con el apelativo de venerabilis sénior. La mayoría de historiadores creen que el padre de Emnilda era el señor de Lusacia y de las tierras de los milcenos, que en el 963 se habían integrado en la Marca Sajona Oriental. El cronista alemán se refiere a él con el término senior, que en este contexto es probable que signifique «príncipe» y que demuestra cierta familiaridad con él. Esto sugiere que Dobromir era alguien a quien Tietmaro conocía bien; este fue obispo de Merseburgo a partir del 1009, y el padre de Emnilda provenía de las tierras de los eslavos polabios, cercanas a la sede episcopal. En vista de su nombre alemán, la madre de Emnilda probablemente perteneciese a la casa condal sajona.
No obstante, otros historiadores creen que tuvo otros orígenes. Henryk Łowmiań creía que Emnilda era hija del último príncipe independiente de los vistulanos de la comarca de Cracovia. Tadeusz Wasilewski afirmó que era una princesa morava.

## Vida
La boda de Emnilda y del heredero del trono polaco, Boleslao, se verificó en torno al 987. Fue el tercer matrimonio del joven príncipe: sus dos mujeres anteriores, la hija del margrave Rikdag de Meissen (quizás llamada Hunilda u Oda) y la princesa húngara Judit, fueron repudiadas a los pocos años de celebrarse sus desposorios, pero ambas le habían dado descendencia, una hija y un hijo, Bezprym. Durante su matrimonio con Boleslao, Emnilda tuvo cinco hijos, dos varones (el futuro Miecislao II Lambert y Otón) y tres mujeres, una de las cuales llegaría a abadesa y las otras dos, Regelinda y otra cuyo nombre se ignora, se casaron respectivamente con el margrave Germán I de Meissen y el gran príncipe Sviatopolk I de Kiev.
La mencionan en sus escritos tanto Gallus Anonymus como Tietmaro de Merseburgo; ambos cronistas la califican de sabia y encantadora. Se afirma que influyó notablemente en su marido, y quizás también en los asuntos estatales polacos. Probablemente acompañó a Boleslao a la reunión con Enrique II en Merseburgo el 23 de mayo de 1013 y quizás abogó por el sometimiento al emperador de su hijo Miecislao II en calidad de vasallo de este por su señorío de Moravia, hecho que desbarató las posibilidades de ascender al trono del primogénito de Boleslao, Bezprym, que finalmente fue preterido en favor de su joven medio hermano.
Se desconoce la fecha exacta de la muerte de Emnilda, pero se cree que debió fallecer como tarde en el 1017, y es probable que lo hiciese a finales del 1016, porque el 3 de febrero de 1018 Boleslao I desposó a su cuarta y última mujer, Oda de Meissen.
| Precedido por Oda de Haldensleben | Duquesa consorte de los polanos 992-1017 | Sucedido por Oda de Meissen |